# Nosodendron angelum
Nosodendron angelum är en skalbaggsart som beskrevs av Reichardt 1973. Nosodendron angelum ingår i släktet Nosodendron och familjen almsavbaggar. Inga underarter finns listade i Catalogue of Life.